# Balfour (Oost-Kaap)
Balfour is een plaats met 3.000 inwoners, in de Zuid-Afrikaanse provincie Oost-Kaap.

## Subplaatsen
Het nationaal instituut voor de statistiek, Stats SA, deelt sinds de census 2011 deze hoofdplaats in in 4 zogenaamde subplaatsen (sub place):
Balfour SP • Ekuphumleni 2 • Mandela Park • Phola Park.